# Georg Marcgraf
Georg Marcgraf, também referido como  George Marcgrave (em alemão, Georg Marggraf; Liebstadt, Dresden, 20 de setembro de 1610 — São Paulo da Assunção de Loanda, Angola, janeiro de 1644) foi um matemático e naturalista alemão. Marcgraf e Guilherme Piso (1611-1678) foram os responsáveis pelas primeiras publicações científicas sobre a geografia e natureza do Brasil.

## Biografia
Georg Marcgraf era um naturalista alemão com formação em matemática, história natural, astronomia e medicina. Em 1638, veio para o Brasil, onde ficou até 1643. Realizou três expedições nos territórios dos atuais estados de Alagoas, Pernambuco, Paraíba, Rio Grande do Norte e Ceará. Sua primeira entrada no sertão ocorreu de junho a agosto de 1639 no Ceará.. Trabalhou ainda no primeiro observatório astronômico montado na América.
Escreveu boa parte da Historia naturalis brasilieae, que seria publicado depois de sua morte, ocorrida em Luanda.
Na década de 1630, Marcgraf e o naturalista Piso visitaram a Região Nordeste do Brasil, onde descreveram e desenharam centenas de espécies, entre elas o mutum-de-alagoas (Pauxi mitu), hoje extinto na natureza. A Historia naturalis brasilieae é o resultado desse extraordinário empreendimento científico, que seria empregado por Lineu para conceber seu conceito de 'espécie'. Marcgraf e Piso tiveram o patrocínio do conde Maurício de Nassau. 